# Parpi
Parpi (in armeno Փարպի?) è un comune dell'Armenia di 2 441 abitanti (2009) della provincia di Aragatsotn.
Nel 442 vi nacque lo storiografo Lazzaro di Parp.